# 금동여래입상
금동여래입상(金銅如來立像)은 다음을 가리킨다.

## 국보 지정
- 경주 백률사 금동약사여래입상 (국보 제28호, 국립경주박물관 소장)
- 금동연가7년명여래입상 (국보 제119호, 국립중앙박물관 소장)
- 익산 왕궁리 오층석탑 사리장엄구 - 금동 여래입상 (국보 제123-4호, 국립전주박물관 소장)
- 구미 선산읍 금동여래입상  (국보 제182호, 국립대구박물관 소장)
- 양평 신화리 금동여래입상 (국보 제186호, 국립중앙박물관 소장)

## 보물 지정
- 금동정지원명석가여래삼존입상 (보물 제196호, 국립부여박물관 소장)
- 금동여래입상 (보물 제284호) (간송미술관 소장)
- 금동약사여래입상 (보물 제328호, 국립중앙박물관 소장)
- 금동여래입상 (보물 제401호) (호암미술관 소장)
- 의령 보리사지 금동여래입상 (보물  제731호, 동아대학교박물관 소장)
- 금동여래입상 (보물 제779호) (삼성미술관 리움 소장)

## 기타 지정
- 나주 운흥사지 금동여래입상 (전남도유형문화재 제260호)
- 장흥 탑산사지 금동여래입상 (전남문화재자료 제270호)

## 같이 보기
- 제목에 "금동여래입상" 항목을 포함한 모든 문서
- 금동관음보살입상
- 금동보살입상

| Disambiguation icon | 이 문서는 명칭이 같고 같은 종류에 속하는 여러 대상을 연결하는 색인 문서입니다. |